# 林恩 (马萨诸塞州)

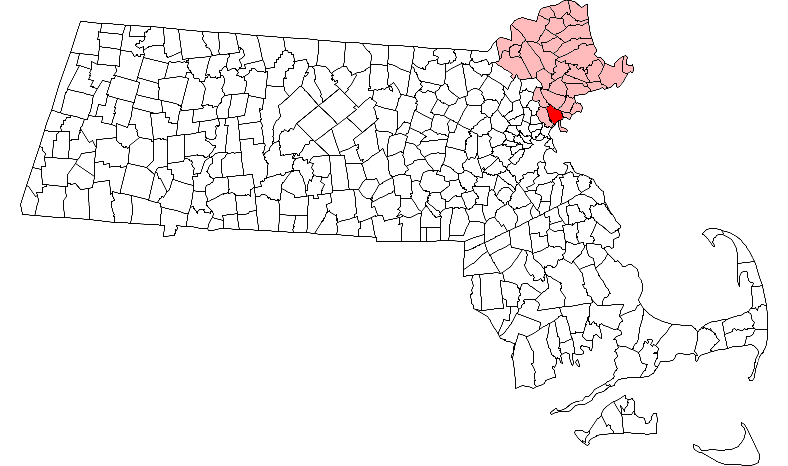

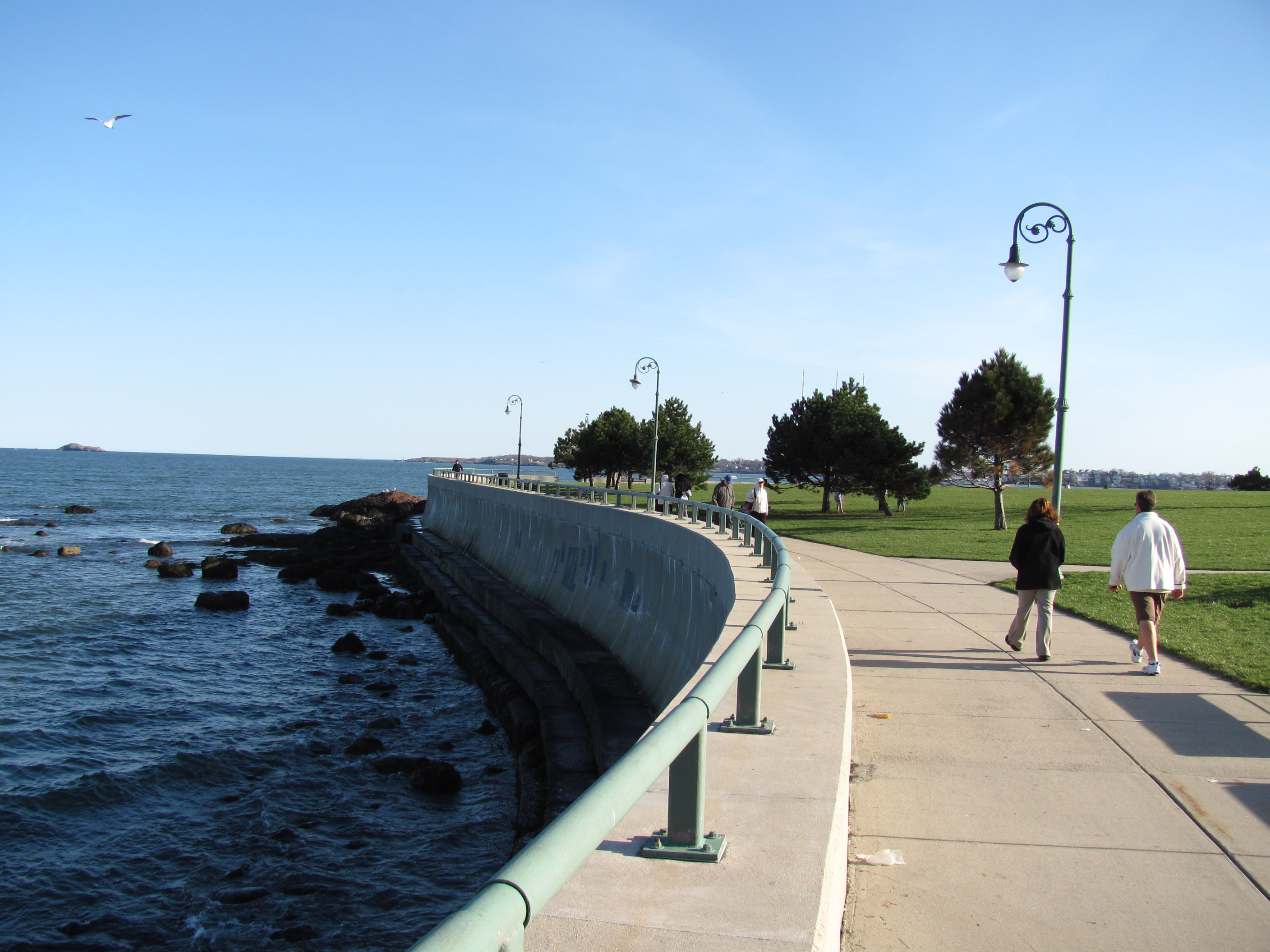

林恩（英語：Lynn），是美國麻薩諸塞州艾塞克斯縣的一個城市，南臨大西洋。面積34.9平方公里。根據美國2000年人口普查，人口89,050人。
1629年白人開始殖民，1850年設市。